# Pygmalion (melodram)
Pygmalion je melodram o jednom aktu českého skladatele Jiřího Antonína Bendy na libreto Friedricha Wilhelma Gottera. 

## Pozadí vzniku díla
Melodram vznikl v roce 1779 za Bendova pobytu ve Vídni a měl premiéru 20. září 1779 v Gothě. Libretista svůj text postavil na stejnojmenné hře Jeana-Jacquese Rousseaua z roku 1762 pojednávající o sochaři, který se zamiluje do své sochy Galatey, jíž v závěru Venuše vdechne život. 

## Uvedení
K poslednímu uvedení tohoto melodramu dojde v květnu 2022 v plzeňském Divadle Josefa Kajetána Tyla společně s jiným Bendovými melodramem Medea. 